# 八阶魔術方塊

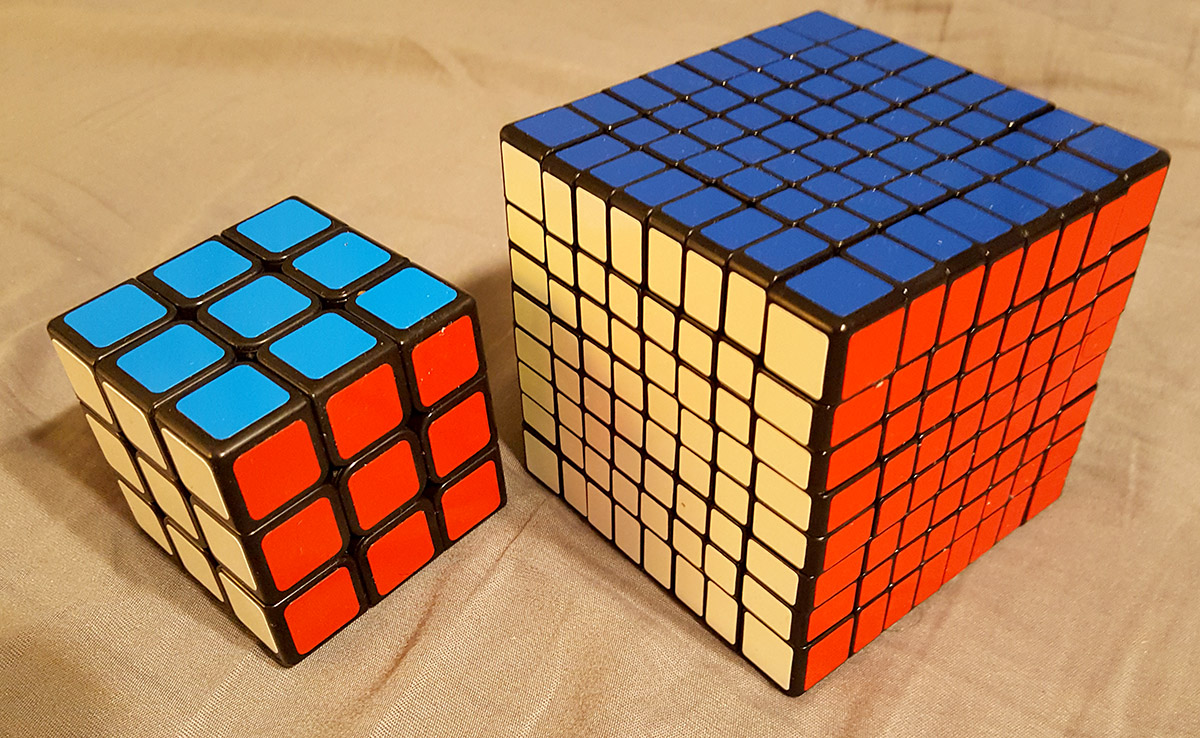
8×8×8對比3×3×3

八階魔術方塊，為8x8x8立方體結構的魔術方塊，可以用三階、四階、五階、六階、七階的一部分解法來幫助復原。由中國聖手公司設計，已量產上市

## 變化
八階魔術方塊有8個角塊，72個邊塊，216個中心塊。八階魔術方塊的總變化數為{\displaystyle {\frac {7!\times 3^{6}\times (24!)^{12}}{(4!)^{54}}}\approx 3.517\times 10^{217}}種變化狀態。

## 解法

### 第一步
還原中心部份，共6面，每個面中心有36塊，6個面總計216塊。

### 第二步
完成每一條邊，共12條邊，每個邊由6塊組成，總計72塊。

### 第三步
完成6個中心以及12個邊以後，此時8x8x8已經成為3x3x3的型態， 再按照3x3x3的方式復原就可以完成8x8x8。

## 圓弧狀設計

轉動45度角時，立方體八階魔術方塊可能脫落的情況

若八階魔術方塊為標準的立方體，設魔術方塊邊長為1，則旋轉軸到表面的最短距離為0.5〈即邊長的一半〉。
每小塊的邊長為{\displaystyle {\frac {1}{8}}}，旋轉軸距離邊上的方塊最短距離為：
{\displaystyle {\frac {1}{8}}\times {\frac {6}{2}}\times {\sqrt {2}}\approx 0.53>0.5}
也就是說當魔方旋轉45°時，邊上的方塊會脫落（不考慮更複雜的結構，例如磁鐵或吸盤）。
若將魔方做成圓弧狀，增加旋轉軸到表面的最短距離，即可解決上述問題。或把角塊和邊塊加大，也可解決此問題。